# Municipio de Limestone (Kansas)
El municipio de Limestone (en inglés: Limestone Township) es un municipio ubicado en el condado de Jewell en el estado estadounidense de Kansas. En el año 2010 tenía una población de 49 habitantes y una densidad poblacional de 0,48 personas por km².

## Geografía
El municipio de Limestone se encuentra ubicado en las coordenadas 39°46′43″N 98°19′44″O / 39.77861, -98.32889. Según la Oficina del Censo de los Estados Unidos, el municipio tiene una superficie total de 101.93 km², de la cual 101,91 km² corresponden a tierra firme y (0,03 %) 0,03 km² es agua.

## Demografía
Según el censo de 2010, había 49 personas residiendo en el municipio de Limestone. La densidad de población era de 0,48 hab./km². De los 49 habitantes, el municipio de Limestone estaba compuesto por el 100 % blancos. Del total de la población el 0 % eran hispanos o latinos de cualquier raza.